# Corneliu Serghievici
Corneliu Serghievici (n. 1891 – d. 28 aprilie 1944) a fost un ofițer român cu gradul de colonel (avansat post-mortem general de brigadă), comandant al Brigăzii 7 Infanterie din Divizia 7 Infanterie și al Diviziei 20 Infanterie în cel de-Al Doilea Război Mondial.
A îndeplinit funcțiile de comandant al Brigăzii 7 Infanterie  din Diviziea 7 Infanterie (10 ianuarie 1942 – 20 martie 1943) și apoi între 21 martie 1943 - 28 aprilie 1944 de comandant al Diviziei 20 Infanterie 
S-a sinucis la data de 28 aprilie 1944, în contextul unui diferend cu eșalonul superior de comandă al Corpului I Armată, referitor la o acțiune care i se ordonase să o ducă la îndeplinire cu Divizia 20 Infanterie.
A fost decorat prin Decret Regal, publicat în Monitorul Oficial nr. 242/19 octombrie 1944:
" MIHAI I,
Prin grația lui Dumnezeu și voința
Națională, Rege al Românieie,
La toți de față și viitori, sănătate:
Asupra raportului ministrului Nostru secretar de Stat la Departamentul de Război cu NI'. 14.256 din 4 Octomvrie 1944;
Am decretat și decretăm:
Art. 1. Conferim decorațiunile de războiu « Post Mortem » ofițerilor superiori și inferiori, pentru fapte de arme săvârșite pe câmpul de luptă, astfel după cum urmează: ...
Ordinul « Steaua României » cu spade în gradul de Comandor cu panglică de « Virtute Militară » Colonelului Serghievici C. Corneliu."

## Decorații
- Ordinul „Steaua României” în gradul de ofițer (8 iunie 1940)[2]